# خرچنگ مقدس
خرچنگ مقدس (نام علمی: Sanctacaris uncata) نام یک گونه از شاخه بندپایان است.